# Codex Alimentarius
Der Codex Alimentarius (von lateinisch alimentarius ‚Lebensmittel‘ und codex ‚Verzeichnis‘, ‚Dokument‘) ist eine Sammlung von Normen für die Lebensmittelsicherheit und -produktqualität der Vereinten Nationen, die von der Ernährungs- und Landwirtschaftsorganisation (FAO) und der Weltgesundheitsorganisation (WHO) erstmals 1963 herausgegeben wurde. Der rechtlich unverbindliche Codex soll den fairen Handel mit Lebensmitteln auf internationaler Ebene unterstützen und den Schutz der Gesundheit von Verbrauchern mithilfe von einheitlichen Rahmenregelungen verbessern. Die in dem Codex niedergelegten Normen finden sich in der Gesetzgebung diverser Länder, insbesondere in Verordnungen der Europäischen Union wieder, wobei in der EU überwiegend ein strengerer Maßstab angelegt wird.
Vorläufer waren der Codex Alimentarius Austriacus und der Codex Alimentarius Europaeus.

## Übersicht
Der 1963 gegründete Codex Alimentarius (CA) wird heute getragen von 189 Mitgliedern, die wiederum aus 188 Staaten einschließlich den Ländern der Europäischen Union bestehen. Sie bilden gemeinsam die Codex Alimentarius Kommission (CAC), das oberste Lenkungs- und Beschlussorgan, welches von 30 nachgeordneten Gremien unterstützt wird. Die Kommission wird von 240 Beobachtern begleitet, die sich in 56 Zwischenstaatlichen Organisationen, 168 Nichtregierungsorganisationen und 16 UN-Organisationen gliedern. Durch den Beitritt der EU im Jahr 2003 sind auch deren Mitgliedstaaten Teil der CAC, die den Codex fortschreibt. Dadurch ist der Einfluss der 27 Mitgliedstaaten in dieser Organisation stark angestiegen. Ebenso können die Mitgliedstaaten ihre Haltung in den Gremien koordinieren und gemeinsam abstimmen.
Neben Verfahren zum Sicherstellen der Lebensmittelsicherheit (z. B. der Aufbau eines HACCP-Systems oder die Durchführung von Stichprobenkontrollen) enthält der Codex Alimentarius auch produktspezifische Standards, die Festlegungen über Herstellungsverfahren treffen, mikrobiologische Risiken benennen und die Kennzeichnung der Ware zur Information des Endverbrauchers regeln.
Die Bedeutung des Codex Alimentarius' stieg infolge der Gründung der Welthandelsorganisation (WTO). Diese überwacht eine Vielzahl an unterschiedlichen Handelsabkommen, unter denen sich auch zwei Übereinkommen für den Lebensmittelhandel befinden. Eines dieser Handelsabkommen ist das SPS-Abkommen (Agreement on the Application of Sanitary and Phytosanitary Measures), welches gesundheitspolizeiliche und pflanzenschutzrechtliche Maßnahmen im Lebensmittelbereich umfasst und dabei auf die Festsetzungen des Codex zurückgreift. Ebenso sind die Standards des CA beim Übereinkommen über technische Handelshemmnisse (Agreement on Technical Barriers to Trade, TBT), das technische Handelshemmnisse verhindern soll, von zentraler Bedeutung. Mittels dieses Übereinkommens können verbraucherschützende Maßnahmen beispielsweise zum Schutz vor Täuschung bei Lebensmitteln ergriffen werden.

## Inhalte

### Allgemeine Regelungen
- Lebensmittelkennzeichnung (insbesondere für Bio- und GMO-Nahrungsmittel)
- Hilfsstoffe
- Grenzwerte für Giftstoffe und Nahrungsergänzungsmittel
- Nahrungsergänzungsmittel (Vitamine, Mineralstoffe usw.)
- Rückstände aus Land- und Viehwirtschaft
- Methoden zur Risikoanalyse von biotechnischen Produkten (Pflanzen, Microorganismen, Allergene)
- Nahrungsmittelhygiene einschließlich Hazard Analysis and Critical Control Points
- Analysemethoden und Probenentnahme
- Futtermittelzusätze und Lagerung

### Spezielle Regelungen
- Fleischprodukte
- Fisch und Fischereiprodukte einschließlich Wasseranbau
- Milch und Milchprodukte
- Diätetische Lebensmittel und Kindernahrung
- Frische und bearbeitete Gemüse und Früchte sowie Fruchtsäfte
- Getreide und abgeleitete Produkte, getrocknete Hülsenfrüchte
- Fette, Öle und abgeleitete Produkte
- Diverse Nahrungsmittel (Schokolade, Zucker, Honig, Mineralwasser)

## Förderung von Entwicklungsländern
Ein gesondertes Projekt ist die Förderung von Entwicklungsländern durch den Codex Trust Fund (CTF). Das vormals als CTF 1 bezeichnete Programm endete nach 12 Jahren im Jahr 2015. Zunächst hatte der Treuhandfonds von WHO und FAO zum Ziel, die Teilnahme von Entwicklungsländern an Codex-Alimentarius-Sitzungen zu ermöglichen. Dafür stellte unter anderem das Bundesministerium für Ernährung und Landwirtschaft (BMEL) seit 2003 jährlich 50.000 Euro zur Verfügung. Diese Förderung verdoppelte sich durch das neue und 2016 gestartete CTF 2 Programm. Das Budget des Fonds soll in den kommenden Jahren auf ein Volumen von 3,5 Millionen US-Dollar ansteigen. Das neue Konzept rückt die Eigenleistung der Empfängerländer stärker in den Fokus und soll die Mitarbeit harmonisieren.

## Rückstandshöchstgehalte
Im Codex sind allgemein gültige Rückstandshöchstgehalte (englisch Maximum Residue Limits, MRL) für Pflanzenschutzmittel insbesondere in landwirtschaftlichen Erzeugnissen festgelegt. Diverse Länder weichen bei der Umsetzung dieser Normen des Codex in ihr jeweiliges Recht von den Grenzwerten des Codex ab, beispielsweise bei den in Weintrauben zulässig enthaltenen Rückständen:
| Wirkstoff             | Codex | EU   | Japan | USA |
| --------------------- | ----- | ---- | ----- | --- |
| Captan                | 25    | 0,02 | 5     | 25  |
| Chlorpyrifos          | 0,5   | 0,5  | 1     | 0,1 |
| Dimethoat (verboten)  | 1     | 0,02 | 1     | 1   |
| Endosulfan (verboten) | 1     | 0,05 | 1     | 2   |
| Fludioxonil           | 2     | 5    | 5     | 2   |
| Myclobutanil          | 1     | 1    | 1     | 1   |
| Spinosad              | 0,5   | 0,5  | 0,5   | 0,5 |
| Tebuconazol           | 6     | 2    | 10    | 5   |

## Kritik
Grundsätzlich ist der Codex Alimentarius lediglich eine Sammlung von internationalen Lebensmittelstandards, die durch die dafür eingesetzte Kommission entwickelt wurde. Der CA entfaltet somit keine unmittelbare Rechtsverbindlichkeit, sondern spricht lediglich Empfehlungen aus. Die gesetzten Standards werden bei Auflösung von Handelsstreitigkeiten durch die WTO als Entscheidungshilfe herangezogen, weshalb ihnen trotz der mangelnden Rechtsverbindlichkeit ein besonderes Gewicht zukommt. Insbesondere die Ernährungs- und Landwirtschaftsorganisation sowie die Weltgesundheitsorganisation betrachteten den Codex dahingehend als bindend, dass er eine weitgehend gesicherte Sammlung von Ansichten und Einsichten des Stands der zugehörigen Wissenschaft darstellt. Dementsprechend folgt eine große Mehrheit von Staaten den darin enthaltenen Vorgaben und Maßgaben, während der durchaus anspruchsvollere Weg, sich eigene, davon abweichende Erkenntnisse zu verschaffen und daraus nationale Regelungen abzuleiten, eher seltener zum Zuge kommt.
So wurde das Zustandekommen der supranationalen Verordnung (EG) Nr. 178/2002 durch die internationalen Codex Alimentarius – Standards wesentlich beeinflusst. Diese Verordnung ist für die Mitgliedstaaten der Europäischen Union verbindlich.